# Weißandt-Gölzau

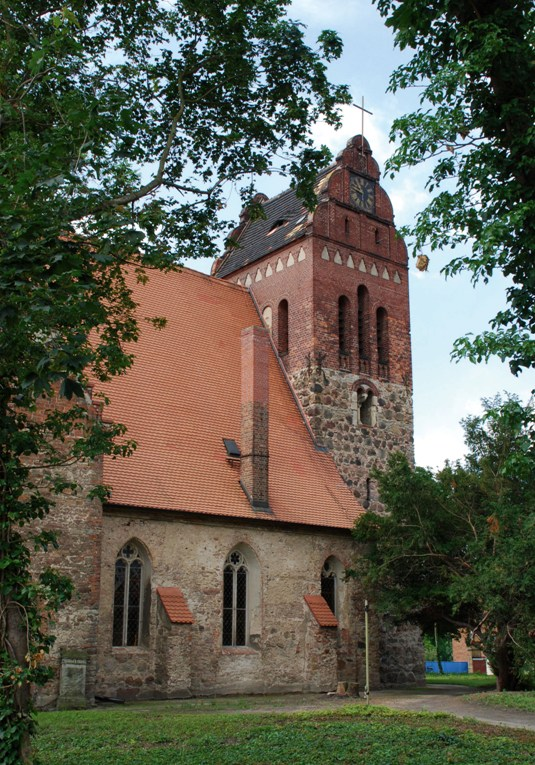
St.-Germanus-Kirche

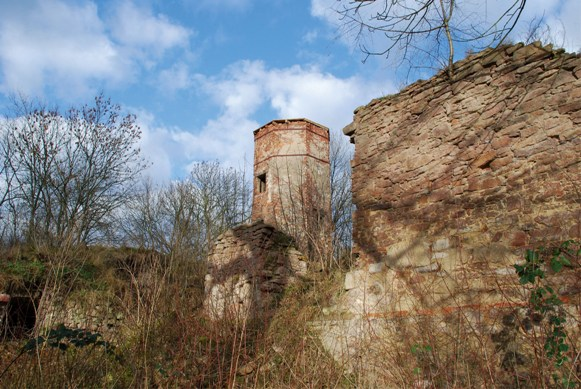
Ruine der Burg Weißandt-Gölzau

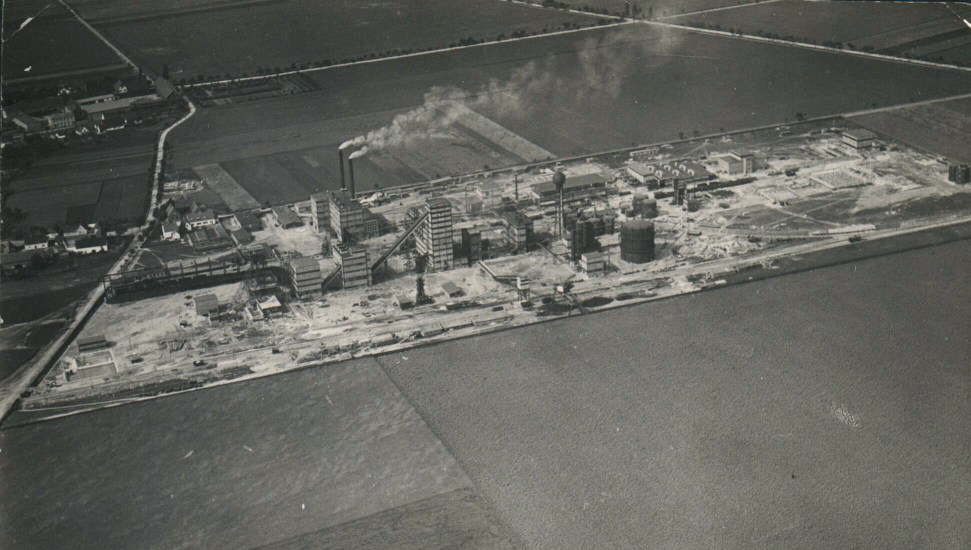
Schwelwerk Gölzau in einer Luftaufnahme von 1928

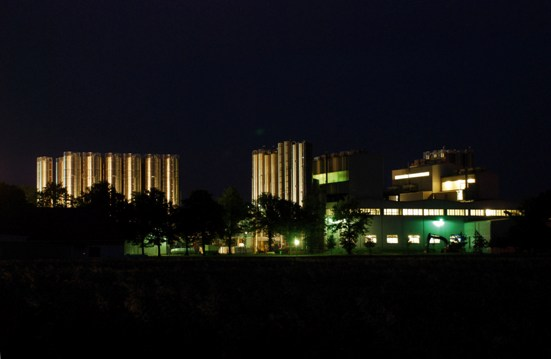
Teilansicht der gegenwärtigen Industrieanlagen

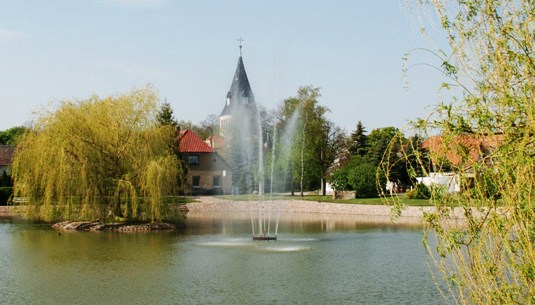
Schwanensee im Ortsteil Gnetsch

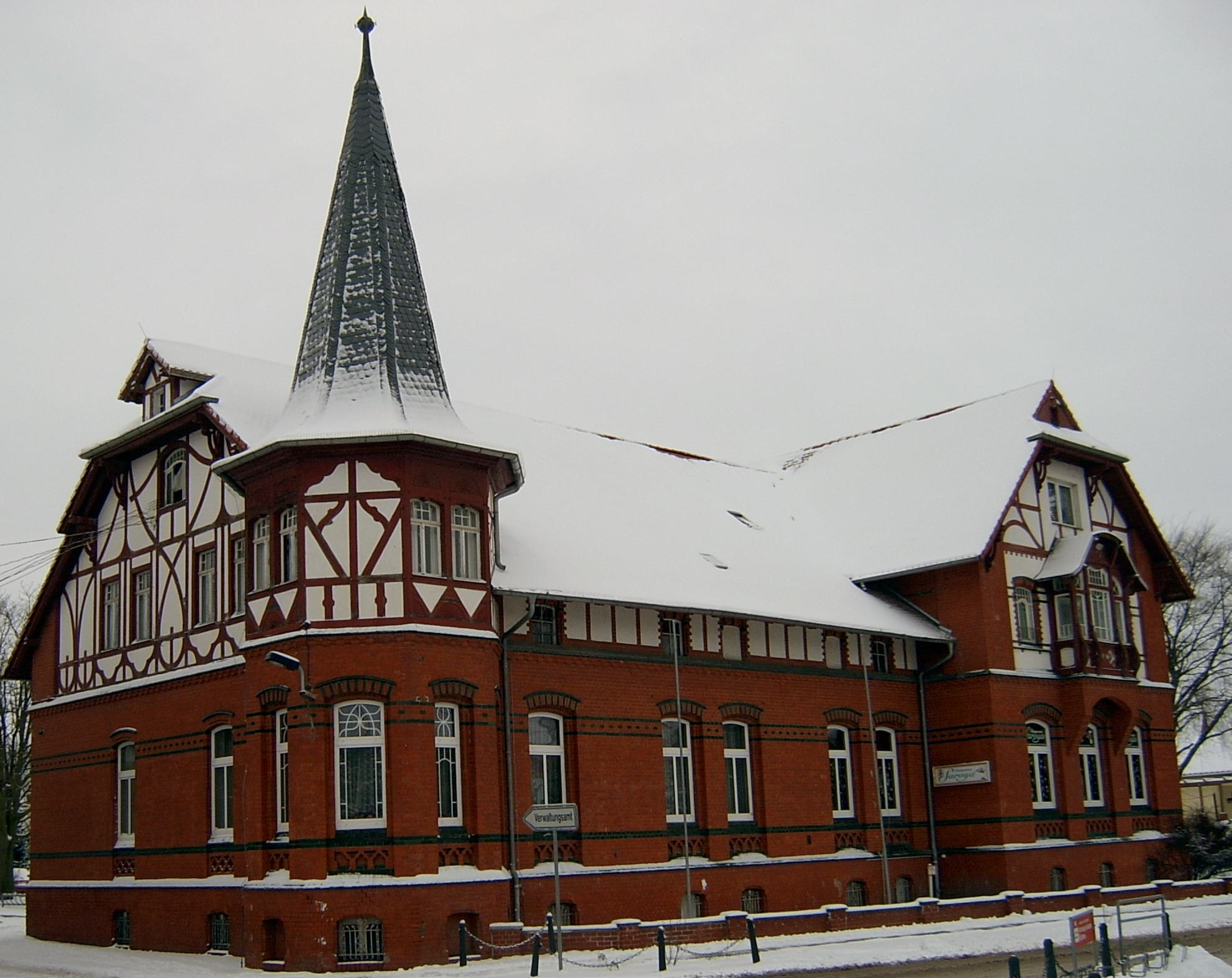

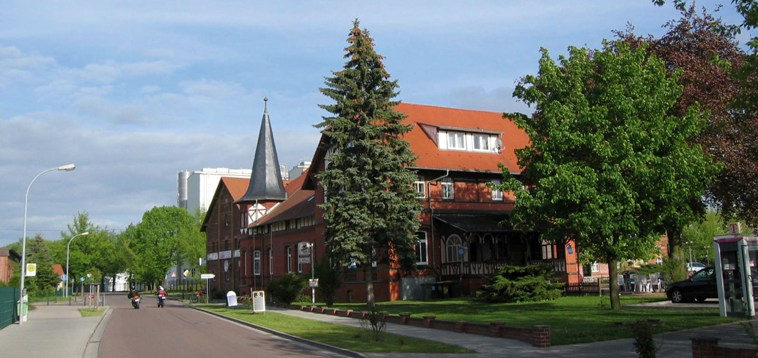
Villa Hoffmeier (Verwaltungsamt)

Weißandt-Gölzau ist ein Ortsteil und Sitz der Verwaltung der Stadt Südliches Anhalt im Landkreis Anhalt-Bitterfeld in Sachsen-Anhalt.
Bis zur Neubildung der Einheitsgemeinde Südliches Anhalt am 1. Januar 2010 war Weißandt-Gölzau eine selbstständige Gemeinde in der Verwaltungsgemeinschaft Südliches Anhalt mit den zugehörigen Ortsteilen Klein-Weißandt und Gnetsch.

## Geografie
Weißandt-Gölzau liegt zwischen Dessau-Roßlau und Halle (Saale), im Nord-Westen der Leipziger Tieflandsbucht auf einer Höhe zwischen 79 und 82 Metern über NHN.

## Geschichte
Die Gemeinde Weißandt-Gölzau entstand durch Zusammenschluss der zwei benachbarten Gemeinden Großweißandt und Gölzau am 1. April 1937.
Am 20. Juli 1950 wurde die bis dahin eigenständige Gemeinde Kleinweißandt nach Weißandt-Gölzau eingemeindet.
Am 1. Januar 2005 fusionierte Weißandt-Gölzau mit der benachbarten Gemeinde Gnetsch, welche seitdem einen Ortsteil bildet. Gnetsch wurde bereits im Jahre 981 erstmals urkundlich erwähnt. Mit Wirkung vom 1. Januar 2010 ging die Gemeinde Weißandt-Gölzau in der neu gebildeten Stadt Südliches Anhalt auf, die aus 18 Kommunen gebildet wurde.
Der Name „Weißandt“ hat nichts mit weißem Sand zu tun, sondern er hat wendischen Ursprung und bedeutet so viel wie „Hohes Gehege“. Als erste Bewohner siedelten die Wenden nahe der Fuhne. In diesem wasserreichen und bewaldeten Landstrich fanden sie durch Jagd und Fischfang reichlich Nahrung. Die Schreibweise des Ortsnamens hat sich im Laufe der Geschichte mehrfach geändert: Wizzand, Wisant, Wizsant, Wyzsant, ab dem 15. Jahrhundert Weissand und schließlich über Großweißandt zum heutigen Weißandt-Gölzau. Als erster ihrer Familie wird Oddo der I. de Pohc im Jahre 1202 urkundlich als Zeuge in Verbindung mit dem „Hohen Gehege“ benannt, als König Philipp in Gegenwart des Herzogs von Sachsen das Kloster auf dem Petersberg in seinen Schutz nimmt. Anno 1259 wird in einer Urkunde des Fürsten Siegfried von Anhalt ein gewisser Burchardus de Wizzand als Zeuge benannt. 6 Jahre später erscheint urkundlich festgehalten ein Zeuge namens Dominus Hermanus de Wisant. Es ist ungeklärt, ob es sich hierbei um ein altes Adelsgeschlecht derer von Wizzand handelte oder die Erwähnung des Ortes nur ein Hinweis auf die Herkunft der Zeugen gewesen ist. Im Jahre 1579 kaufte Siegfried von Plotho diese Liegenschaften vom Landesfürsten.
Der Rittersitz der Güter lag in Großweißandt. Siegfried von Plotho ließ das Schloss (heute nicht mehr vorhanden) neu erbauen und mit einem Graben umgeben. Den Turm mit einer Windelsteige (heute Ruine) haben die von Plotho etwa um 1680 errichten lassen. Die Familie von Plotho war reich begütert. Sie nannten sich Edle von Plotho und führten ein Wappen. Sie waren mit vielen Regalien (Hoheitsrechten) ausgestattet. 1751 verkauften die von Plotho Großweißandt an die Familie von Veltheim. Das Rittergut Großweißandt mit seinem Vorwerk Gahrendorf im Fürstentum Anhalt-Köthen wurde 1751 von der Harbker Linie an die Ostrauer Linie derer von Veltheim übertragen. Ende des 18. Jahrhunderts war Weißandt im Konkurs. Es wurde 1797 an Karl Christian Bieler verpachtet. Die Pachtsumme betrug 5600 Taler für Ackerbau, Schafzucht, Wiesen, Viehzucht, Jagd Gärten, Fischereien, Obst und Holzung.
Als 1633, im Dreißigjährigen Krieg, die schwedische Armee bei Bernburg (Saale) stand, nahm der spätere Schwedenkönig Karl X. Gustav mit seinem Gefolge Quartier im Schloss. Die Geschichtsschreibung meint, das ganze Gut Weißandt sei 'dabei sehr verderbt worden'.
Einen großen landwirtschaftlichen Aufschwung erreichte die Region durch die Erkenntnis, dass aus der Wurzel der Runkelrübe eine Substanz gewonnen werden kann, die süß schmeckt und eine kristalline Struktur wie der Rohrzucker aufweist. Die Zuckerindustrie prägte seit Mitte des 19. Jahrhunderts das Wirtschaftsleben und brachte dem Land einen enormen Aufschwung. Über 40 Prozent aller gewerblichen Arbeiter waren zwischen 1860 und 1870 in der Zuckerindustrie tätig. In diesem Zeitraum begann auch der Braunkohlebergbau in der Region. Durch den Aufschluss der Vorkommen im Jahre 1860 wandelte sich die Gemeinde zu einem Bergarbeiterdorf. 1874 bildete man die Gewerkschaft Minna Anna, die Erschließung des Feldes Hedwig wurde abgeschlossen. 1876 begann der Braunkohleabbau in der Grube „Unser Fritz“. 1926 wurde im Dorf Gölzau das Abteufen des Schachtes der Grube „Kurt“ im Gefrierschachtverfahren bis in eine Tiefe von 90 Meter vorgenommen und ein Schwelwerk errichtet. Die Abbaufelder lagen westlich und östlich der jetzigen Bundesstraße 183 zwischen Radegast und Prosigk sowie südlich von Gölzau bis Löbersdorf. Der Cösitzer Teich entstand durch Absenkung der ausgekohlten Felder. Die Aufnahme des Förder- und Schwelereibetriebes durch die 1927 gegründete „Kohleveredelung und Schwelwerke Minna Anna AG“ erfolgte 1928. Durch die Verarbeitung der Braunkohle mit hohem Teergehalt im Schwelverfahren wurden Gas, Benzin, Heiz- und Spezialöle gewonnen.
Durch die Bildung der „Kohleveredelung und Schwelwerke AG“ 1931 und die Einbeziehung des Betriebes in die Aufrüstung (Benzinherstellung seit 1936) erreichte der Grubenbetrieb im Jahr 1941 mit 572 Beschäftigten eine beachtliche Förderleistung von etwa 560.000 Tonnen. Nach Kriegsende 1945 drohte die Demontage des Betriebes. Auf Anweisung der Sowjetischen-Militär-Administration (SMAD) wurde jedoch die Kohleförderung wieder aufgenommen und das Werk ein Betriebsteil der sowjetischen Aktiengesellschaft RASRES. Im Juni 1952 erfolgte die Umwandlung in einen volkseigenen Betrieb, das VEB Braunkohlenkombinat Gölzau. Streikhandlungen der Bergarbeiter im Zusammenhang mit dem Arbeiteraufstand am 17. Juni 1953 wurden auch in Weißandt-Gölzau durch Gewaltanwendung unterbunden. Die höchste Förderleistung an Braunkohle wurde zwischen 1950 und 1960 mit etwa 645.000 Tonnen bei einer Belegschaft von 2.400 Beschäftigten 1959 erzielt. Die Errichtung einer Erdöldestillationskolonne 1955 ermöglichte die Verarbeitung von sowjetischem, albanischem und ägyptischem Erdöl zu qualitativ hochwertigem Bitumen. Die Anlieferung erfolgte mit Kesselwagen über das Eisenbahnschienennetz.
Am 8. August 1963 fasste der Ministerrat der DDR den Beschluss zur Stilllegung des „VEB Kombinat Gölzau“. Am 24. Juli 1964 erfolgte die Grundsteinlegung des neuen Betriebes VEB Gölzaplast (seit 1969 VEB Orbitaplast) in unmittelbarer Nähe zum alten Werk. Die Jahreskapazität des Betriebes plante man für eine Produktion von 10.000 Tonnen Polyethylen-Folie und 5.000 Tonnen Polyethylen-Rohre. Als zweite Ausbaustufe wurde 1966 mit der Herstellung von PVC–Folien im Kalandrierverfahren begonnen. Ein schwerer Großbrand verursachte am 29. August 1986 einen Millionenschaden im Betrieb und brachte Weißandt-Gölzau an den Rand einer Katastrophe. Im Jahr 1989 beschäftigte der VEB Orbitaplast in seinem Hauptbetrieb in Weißandt-Gölzau und seinen Betriebsteilen in Osternienburg, Westeregeln und Karl-Marx-Stadt (heute Chemnitz) knapp 3.800 Arbeiter und Angestellte und war somit der größte Kunststoffproduzent in der DDR. Sämtliche in der Republik verwendeten Quark-, Butter- und Joghurtbecher wurden aus in Weißandt-Gölzau produzierten Kunststofffolien hergestellt.
Nach der Deutschen Einheit wurden die ortsansässigen Großbetriebe privatisiert oder liquidiert. Durch gemeinsame Anstrengungen von Treuhandanstalt, Gemeinde und engagierten Landes- und Kommunalpolitikern konnte ein Industriebruch verhindert werden. Viele Arbeitsplätze wurden abgebaut, aber auch neue geschaffen. Zahlreiche Unternehmen, mit teilweise über 600 Beschäftigten, haben sich zwischenzeitlich in Weißandt-Gölzau etabliert. Durch den zielstrebigen Einsatz von Fördermitteln konnten über 1.300 Arbeitsplätze im Ort geschaffen werden. Unter anderem produziert heute das Unternehmen Polifilm Extrusion, das 1991 als eine Tochter der Polifilm-Gruppe unter dem Namen Orbita-Film gegründet wurde, PE-Folie in Weißandt-Gölzau. Polifilm ist einer der größten Arbeitgeber Sachsen-Anhalts.

## Politik

### Bürgermeister
Der letzte Bürgermeister der Gemeinde Weißandt-Gölzau war Burkhard Bresch, der das Bürgermeisteramt der aufnehmenden Gemeinde Südliches Anhalt übernahm. Die amtierende Ortsbürgermeisterin ist Erika Scheller.

### Wappen
Blasonierung: „Halbgespalten und geteilt, vorn in Blau eine goldene Ähre, hinten in Gold pfahlweise ein schwarzes Bergmannsgezähe und ein unterhalbes schwarzes Zahnrad, unten in Silber eine an der Teilung anstoßende, gemauerte rote Brücke und ein im Brückenjoch anstoßender blauer Wellenpfahl.“
Die Farben von Weißandt-Gölzau sind Gold (Gelb) – Blau.

### Flagge
Die Flagge ist Gelb – Blau (1:1) gestreift (Längsform: Streifen senkrecht verlaufend) und mit dem horizontal zentrierten, vertikal in Richtung Flaggenkopf verschobenen Gemeindewappen belegt. Das Wappen nimmt die Hälfte der Flaggenbreite ein. Das Verhältnis von Flaggenbreite zu Flaggenlänge ist 1: 2,5.

## Gedenkstätten
- Grabstätten auf dem Ortsfriedhof für sechs KZ-Häftlinge, die bei einem Todesmarsch des KZ-Außenlagers Langenstein-Zwieberge im April 1945 durch den Ort getrieben und von SS-Männern ermordet wurden. Nach neusten Erkenntnissen und Befragungen regionaler Zeitzeugen kamen die Häftlinge jedoch aus dem Lager Leau bei Bernburg.[11]
- Gedenkstein in der Ortsmitte zur Erinnerung an die 100-Jahr-Feier der Völkerschlacht bei Leipzig, welcher 1955 entfernt, durch einen Gedenkstein an den „unvergesslichen Ernst Thälmann“ ersetzt wurde und erst 1997 wiederentdeckt und aufgestellt werden konnte.[12]

## Wirtschaft und Infrastruktur

### Wirtschaft
Zusammen mit der Stadt Zörbig bildet Weißandt-Gölzau einen industriell geprägten Mittelpunkt im Landkreis Anhalt-Bitterfeld. Im Schatten des bedeutenden Industriezentrums Bitterfeld-Wolfen haben sich in Weißandt-Gölzau zahlreiche Unternehmen vornehmlich aus der Chemieindustrie angesiedelt.
Mittelständische Unternehmen, mit teilweise über 600 Beschäftigten, produzieren traditionell seit 40 Jahren an diesem Standort Kunststofffolien und Sondermaschinen. Weißandt-Gölzau ist der europaweit größte Produktionsort von Polyethylen-Kunststofffolien mit einer Absatzmenge von über 190.000 Tonnen bei einem Jahresumsatz von 150 Millionen Euro.

### Verkehr
Weißandt-Gölzau liegt an der Bahnstrecke Magdeburg–Leipzig. Der Haltepunkt wird stündlich durch die Linie RE 30 in jeder Richtung bedient, was eine gute schienentechnische Anbindung an die Großstädte des Landes gewährleistet.
Eine Straßenverkehrsanbindung des Ortes erfolgt auf kurzen Wegen über die direkt durch das ehemalige Gemeindegebiet verlaufende neugebaute Bundesstraße 183 zur Bundesautobahn A9 Anschlussstelle Wolfen. In vergleichsweise kurzer Zeit von weniger als 30 Minuten ist somit der Wirtschaftsraum Leipzig und der Flughafen Leipzig/Halle mit dem DHL-Lufttransportkreuz zu erreichen.

## Kultur und Sehenswürdigkeiten

### Vereinswesen
Das gesellschaftliche Leben im Ort ist stark von Vereinen geprägt. Im Jahr 1924 wurde der Sportverein gegründet und 1937 die Freiwillige Feuerwehr gebildet. Nach der politischen Wende und Einführung eines Vereinsrechts in der DDR Anfang 1990 gründeten sich der Karnevalsklub Gölzau e. V. und der Kultur- und Heimatverein Weißandt-Gölzau 1990 e. V.
Der ebenfalls 1990 gegründete Schützenverein SV Gölzau 1990 e. V. schießt inzwischen mit seinen Junioren an der Spitze der Regionalliga Ost. Der Standort Weißandt-Gölzau ist Landesleistungszentrum für Sportschützen in Sachsen-Anhalt.

### Bauwerke
In Weißandt-Gölzau, Klein-Weißandt und Gnetsch befinden sich zahlreiche Baudenkmale mit regionaler Bedeutung. Die aus Feldsteinen erbaute St. Germanus-Kirche stammt mit ihren romanischen Grundmauern aus dem 12. Jahrhundert und erhielt 1905 ein neues Glockengeschoss aus Ziegelmauerwerk. Die im Jahre 2008 aufwendig restaurierte Orgel stammt aus dem Jahre 1695. Vom barocken Schloss mit Turm sind heute lediglich die Grundmauern erhalten. Die Villa des Gutshofes Hoffmeier, erbaut 1904, enthält zahlreiche Jugendstilelemente, wie auch die 1910 geweihte Kirche im Ortsteil Gnetsch. Der anhaltische Hofbaumeister Gottfried Bandhauer hinterließ in der ersten Hälfte des 19. Jahrhunderts im Ort seine Spuren beim Bau eines freitragenden Stall- und Scheunengebäudes (abgerissen), eines Gutshauses und einer Schule. Die Motor-Mühle Karl Göricke entstand im Jahr 1934.

## Söhne und Töchter der Stadt
- Waltraud Wolff (* 1956), Politikerin (SPD)